# Makó András
Makó András (Halmi, 1959. június 26. –) a Partiumban született magyar festőművész.

## Élete
A Szatmár megyei Kökényesden nevelkedett. Már az általános iskola után magánúton komolyabban foglalkozott a rajzolással-festészettel. Főként madarakat ábrázolt. A szatmárnémeti képzőművészeti középiskola után többször felvételizett, majd 1985–1989 között a Ion Andreescu Vizuális Művészeti Akadémiát végezte el, Kolozsvárott. Az akkoriban szokásos módon messzire helyezték, így hat évig a székelyföldi Barótban tanított. 1995 óta Pakson él, középiskolai tanárként dolgozik.

## Művészete
A valóság megragadása nagyon foglalkoztatja, közel áll hozzá a realizmus, a szürrealizmus és a szimbolizmus. Mivel a színvilág nagymértékben meghatározza a képek hatóerejét és mondanivalóját, sokat foglalkozik a megfelelő színharmónia kialakításával. Témáit környezetéből, a mitológiából és a Bibliából meríti. László-Kovács Gyula költő 2011-ben azt írta Makó Andrásról, hogy „Festményei a szülőföld szeretetéről regélnek. Arról, hogy az ember nem szakítható ki büntetlenül az őt körülölelő dajkáló tájból, tájhazából, aztán meg Bartók Béláról a legmagyarabb magyarról és Kökényesdről, a szülőfaluról, a kis Túr partjáról, ahol Petőfi Sándor is megfordult, a Székelyföldről és nem utolsósorban az álmokról, melyek nem pusztán a művész, hanem a mi emlékeinkben gyökereinkben élnek tovább.” 1990 óta gyakran szerepel festményeivel hazai és külföldi csoportos és egyéni kiállításokon. Rendszeresen részt vesz a Paksi Képtár rendezvényein.

## Kiállításai[1]

### Egyéni kiállítások
- 1987 • Mátyás király szülőháza, Kolozsvár
- 1988 • 1995 • Képzőművészeti Galéria, Szatmárnémeti
- 1990 • 1992, 1994 • Művelődési Ház, Barót
- 1991 • Művelődési Ház, Zirc
- 1993 • Képzőművészeti Galéria, Sepsiszentgyörgy
- 1992 • 1996, 1997 • Városi Művelődési Központ, Paks
- 1998 • Művészetek Háza, Dunaújváros
- 1999 • Műhely Galéria, Pécs
- 2000 • 2001 • ‘s-Gravendeel, Hollandia
- 2003 • Művészetek Háza, Szekszárd
- 2004 • József Attila Művelődési Központ, Baja
  - Madách Színház, Budapest
- 2005 • Művészeti Múzeum, Szatmárnémeti
- 2007 • Kökényesd Napok, Kökényesd
  - Művészeti Galéria – Sepsiszentgyörgy
- 2009 • HEMO – Veszprém
- 2010. március 8. • Duna Televízió
- 2011 • Csengey Dénes Kulturális Központ, Paks
- 2016 • Pécsi Tudományegyetem Orvoskar, Pécs[2]
- 2017 • Vigadó, Kézdivásárhely
- 2018 • MVM Magyar Villamos Művek Zrt. székháza, Budapest[3]
- 2019 • Polgármesteri hivatal, Reichertshofen
  - Vármegyeháza, Szekszárd[4]
  - VármegyE-galéria, Budapest[5]

### Csoportos kiállítások
- 1985 • Megyei Tárlat, Szatmárnémeti
- 1986 • Korunk Galéria, Kolozsvár
- 1991 • Médium 2, Nemzetközi Tárlat, Sepsiszentgyörgy
- 1992 • 1993, 1995 • Megyei Tárlat, Sepsiszentgyörgy
- 1993 • Erdélyi magyar képzőművészek kiállítása, Marosvásárhely
- 1996 • Megyei tárlat, Szekszárd
- 2000 • Tolna Megyei Millenniumi kiállítás, Szekszárd • Művészeti Múzeum, Szatmárnémeti
- 2003 • Önarckép 2002, Arte Galéria, Budapest
- 2004 • Tolna megyei művészek tárlata, Kalocsa
- 2014 • Ritter Jánossal, Művészet Malom, Szentendre[6]
- 2017 • MAOE, „Harmónia”, Szeged
- 2018 • Keresztény Ikonográfiai Biennálé, Kecskemét

## Díjak, tagságok
- 1988: Országos diákkiállítás, III. díj
- 1993: Szent György Napok, Sepsiszentgyörgy, közönség-díj
- Tagja a Magyar Alkotóművészek Országos Egyesületének és a Tolna Megyei Művészek Egyesületének.

## Magánélete
Nős, egy orvos fia van.

## Fordítás
- Ez a szócikk részben vagy egészben  az   András Makó című eszperantó Wikipédia-szócikk ezen változatának fordításán alapul.  Az eredeti cikk szerkesztőit annak laptörténete sorolja fel. Ez a jelzés csupán a megfogalmazás eredetét és a szerzői jogokat jelzi, nem szolgál a cikkben szereplő információk forrásmegjelöléseként.